# Appunti per un'idea fissa
Appunti per un'idea fissa è l'unico album realizzato dal gruppo rock progressivo italiano Capsicum Red.
Pubblicato dall'etichetta discografica Bla Bla nel 1972, è stato ristampato in CD nel 2000 dalla Vinyl Magic.

## Tracce
Lato A
1. Patetica – 14:37 (Ludwig Van Beethoven)
2. Lo spegnifuoco – 1:55 (Ed De Joy)

Durata totale: 16:32
Lato B
1. Equivoco – 5:15 (Conz, Ed De Joy)
2. Rabbia & poesia – 4:15 (Conz)
3. Corale – 7:45 (Conz, Ed De Joy)

Durata totale: 17:15
Edizione CD del 2000, pubblicato dalla Vinyl Magic 2000 Records (VM CD 050)
1. Patetica – 14:37
2. Lo spegnifuoco – 1:55
3. Equivoco – 5:13
4. Rabbia & Poesia – 4:13
5. Corale – 7:39
6. Tarzan – 3:04 – Bonus Track
7. Shangri-Là – 2:47 – Bonus Track
8. Ocean – 3:03 – Bonus Track
9. She's a Stranger – 3:19 – Bonus Track

Durata totale: 45:50

## Influenza culturale
La musica di Rabbia & Poesia è presa dalla canzone אני ואתה (Io e te) di Arik Einstein e Miki Gavrielov.

## Musicisti
- Red Canzian - chitarra, voce
- Mauro Bolzan - organo Hammond, pianoforte, sintetizzatore
- Paolo Steffan - basso, voce, pianoforte
- Roberto Balocco - batteria

Note aggiuntive
- Pino Massara - produzione
- Gianluigi Pezzera - ingegnere del suono
- Ed De Joy - arrangiamenti (brano: Patetica). Nota: Ed De Joy è uno degli pseudonimi di Franco Battiato